# Prêmio Multishow de Música Brasileira 2023
A 30.ª cerimônia anual do Prêmio Multishow de Música Brasileira (ou apenas Prêmio Multishow 2023) foi realizada em 7 de novembro de 2023, na Jeunesse Arena, na cidade do Rio de Janeiro, no Brasil. A cantora Ludmilla e os apresentadores Tatá Werneck e Tadeu Schmidt serviram como apresentadores da cerimônia. O evento foi televisionado pelos canais Multishow, TV Globo e no aplicativo do Globoplay. Está foi a primeira vez que a premiação foi transmitida no canal aberto da Globo.
As indicações foram anunciadas em 9 de outubro de 2023. Iza e Luísa Sonza foram as artistas mais indicadas, com sete indicações cada, seguidas por Jão e Ludmilla, que receberam seis indicações cada.

## Performances
Os artistas do pré-show e da cerimônia principal foram anunciados no dia 31 de outubro de 2023.
| Artista                                                                         | Canção |
| Pré-show                                                                        | Pré-show |
| ------------------------------------------------------------------------------- | --- |
| João Gomes Raquel dos Teclados Kadu Martins                                     | "Sonho Lindo" (João Gomes e Raquel dos Teclados) "Halls na Língua" (Kadu Martins) "Meu Pedaço de Pecado" (João Gomes) |
| Menos é Mais Tarcísio do Acordeon Vitor Fernandes                               | "Lapada Dela" "Proteção de Tela" "Vou Falar Que Não Quero" |
| Cerimônia principal                                                             | |
| Pedro Sampaio Gabriel o Pensador Samuel Rosa Joelma NX Zero Tati Quebra Barraco | Remix de "Festa" Cachimbo da Paz" e "Cachimbo da Paz 2" (Gabriel o Pensador) Remix de "Pesadão", "K.O.", "Modo Turbo", "Todo Mundo Vai Sofrer" "Vou Deixar" (Samuel Rosa) Remix de "Anna Júlia", "Mulher de Fases", "Admirável Chip Novo", "Lança Perfume" e "Exagerado" Razões e Emoções" (NX Zero) Remix de "Show das Poderosas" e "Bola Rebola" Tati Quebra Barraco: "Boladona" Remix de "Dançarina" Voando do Pará" (Joelma) |
| BK' Tasha & Tracie Filipe Ret MV Bill                                           | "Amanhecer" (BK') "Tang" (Tasha & Tracie) "Deus Perdoa" (Fillipe Ret) "Rap é Compromisso" (MV Bill) |
| Soweto                                                                          | "Derê" "Mundo de OZ" "Não Foi A Toa" "Maça do Amor" |
| Liniker Pitty Gloria Groove                                                     | "Gente Aberta" (Tributo à Erasmo Carlos) (Liniker) "Esse Tal de Roque Enrow" (Tributo à Rita Lee) (Pitty) "Vaca Profana" (Tributo à Gal Costa) (Gloria Groove) |
| Manu Marina Sena Duda Beat Pabllo Vittar                                        | "Sem Ti" (Manu) "Tudo Pra Amar Você" (Marina Sena) "Meu Jeito de Amar" (Duda Beat) "Triste com T" (Pabllo Vittar) "Sem Ti" (Juntas) |
| Ludmilla MC Nem                                                                 | "Sintomas de Prazer" e "Senta e Levanta" (Ludmilla) "Duelo 2" (Tributo à MC Katia) (Ambas) |
| Jão Melly Iza Lulu Santos                                                       | "Alinhamento Milenar" (Jão) "Azul" (Melly) "Fé nas Maluca" (Iza) "Tempos Modenos" (Lulu Santos) "Assim Caminha a Humanidade" (Juntos) |
| Preto no Branco Aline Barros                                                    | "Ninguém Explica Deus" (Preto no Branco) "Jeová Jireh" e "Ressuscita-Me" (Aline Barros) |
| Michel Teló Simone Mendes                                                       | "Fuzuê" (Michel Teló) "Erro Gostoso" (Simone Mendes) "Nuvem de Lágrimas" (Ambos) |
| Luísa Sonza                                                                     | "Chico" La Muerte" |
| Carlinhos Brown Baianasystem Rachael Reis                                       | "Quixabeira" "Duas Cidades" "Beija-Flor" |
| Xande de Pilares Caetano Veloso                                                 | "Gente" |

## Vencedores e indicados
As indicações foram reveladas em 9 de outubro de 2023. Iza e Luísa Sonza foram as artistas mais indicadas, com sete indicações cada. Jão e Ludmilla receberam seis indicações, enquanto Anitta recebeu cinco indicações e Marina Sena três indicações. Os vencedores estão listados primeiro e destacados em negrito.

### Votação popular
Os vencedores das seguintes categorias foram escolhidos por votos dos fãs. O vencedor da categoria Artista do Ano foi escolhido por outros artistas indicados. Os cinco finalistas da Categoria Brasil—que reúne as 27 canções de maior destaque em cada estado brasileiro—foram anunciados em 15 de outubro.
| Artista do Ano | Clipe TVZ do Ano |
| --- | --- |
| - Iza - Ana Castela - Anitta - Jão - Ludmilla - Luísa Sonza | - Pilantra – Jão e Anitta - "Campo de Morango" – Luísa Sonza - "Conexões de Máfia" – Matuê (com part. de Rich the Kid) - "Funk Rave" – Anitta - "Fé nas Maluca" – Iza e MC Carol - "Tá OK" – Dennis e Kevin o Chris |
| Hit do Ano | Show do Ano |
| - Erro Gostoso – Simone Mendes - "Chico" – Luísa Sonza - "Nosso Quadro" – Ana Castela - "Posturado e Calmo" – Leo Santana - "Tá OK" – Dennis e Kevin o Chris - "Zona de Perigo" – Leo Santana | - Numanice #2 Tour – Ludmilla - Icarus – BK' - Rock in Rio 2022 – Ludmilla - Turnê Portas 2023 – Marisa Monte - Turnê Titãs Reencontro – Titãs |
| Voz do Ano | Categoria Brasil |
| - Ludmilla - Gloria Groove - Iza - Liniker - Luísa Sonza - Marina Sena | - Sul: Isa Buzzi – "Direitos Autorais" - Centro-Oeste: Banda Rock Beats – "Eu Só Quero Ficar Só" - Nordeste: Joyce Alane (com part. de João Gomes) – "Idiota Raiz" - Norte: Pedro Libe (cobm part. de Hugo & Guilherme) – "O Copo Não Mente" - Sudeste: Os Garotin – "Zero a Cem" Lista de eliminados \| Centro-Oeste - Goiás: Kamisa 10 – "Lance Livre" - Mato Grosso: Karola Nunes – "Botânica" - Mato Grosso do Sul: SoulRa (com part . de Theo TWK) – "Trapnojo" Nordeste - Alagoas: Bruno Berle – "Quero Dizer" - Bahia: Josyara (com part. de Juliana Linhares) – "Não Tem Lua" - Ceará: Mateus Fazeno Rock (com part. de Mumutante) – "Pode Ser Easy" - Maranhão: Luna Falcão – "Silêncio" - Paraíba: Bixarte (com part. de Urias) – "Pitbull Sem Coleira" - Piauí: Getúlio Abelha – "Voguebike" - Rio Grande do Norte: Tanda Macêdo – "Nossa Rotina" - Sergipe: Tori (com part. de Bruno Berle) – "Descesse" \| Norte - Acre: Brunno Damasceno – "Consciência de Classe" - Amapá: Ariel Moura – "Língua Intrusa" - Amazonas: Karen Francis – "Cardume" - Pará: Luê – "Preamar" - Rondônia: Gabriê – "Magia Leonina" - Roraima: Marília Tavares – "Me Dói Imaginar" Sudeste - Espírito Santo: Dudu (com part. de MC Menor e Kailê) – "Mensagem" - Minas Gerais: Rayane & Rafaela (com part. de Henrique & Juliano) – "Ali Te Ama" - São Paulo: Kaique & Felipe (com part. de Luan Santana) – "Minha Pessoa" Sul - Paraná: Vicka – "Romântica Demais" - Rio Grande do Sul: Cristal – "Kawo" \| |
| Centro-Oeste - Goiás: Kamisa 10 – "Lance Livre" - Mato Grosso: Karola Nunes – "Botânica" - Mato Grosso do Sul: SoulRa (com part . de Theo TWK) – "Trapnojo" Nordeste - Alagoas: Bruno Berle – "Quero Dizer" - Bahia: Josyara (com part. de Juliana Linhares) – "Não Tem Lua" - Ceará: Mateus Fazeno Rock (com part. de Mumutante) – "Pode Ser Easy" - Maranhão: Luna Falcão – "Silêncio" - Paraíba: Bixarte (com part. de Urias) – "Pitbull Sem Coleira" - Piauí: Getúlio Abelha – "Voguebike" - Rio Grande do Norte: Tanda Macêdo – "Nossa Rotina" - Sergipe: Tori (com part. de Bruno Berle) – "Descesse" | Norte - Acre: Brunno Damasceno – "Consciência de Classe" - Amapá: Ariel Moura – "Língua Intrusa" - Amazonas: Karen Francis – "Cardume" - Pará: Luê – "Preamar" - Rondônia: Gabriê – "Magia Leonina" - Roraima: Marília Tavares – "Me Dói Imaginar" Sudeste - Espírito Santo: Dudu (com part. de MC Menor e Kailê) – "Mensagem" - Minas Gerais: Rayane & Rafaela (com part. de Henrique & Juliano) – "Ali Te Ama" - São Paulo: Kaique & Felipe (com part. de Luan Santana) – "Minha Pessoa" Sul - Paraná: Vicka – "Romântica Demais" - Rio Grande do Sul: Cristal – "Kawo" |

### Júri especializado
Os vencedores das seguintes categorias foram escolhidos pela Academia do Prêmio Multishow.
| Álbum do Ano | Capa do Ano |
| --- | --- |
| - Xande Canta Caetano – Xande de Pilares - Afrodhit – Iza - Escândalo Íntimo – Luísa Sonza - Icarus – BK' - No Tempo da Intolerância – Elza Soares - Super – Jão | - Afrodhit – Iza - Escândalo Íntimo – Luísa Sonza - Icarus – BK' - O Dono do Lugar – Djonga - Super – Jão - Vício Inerente – Marina Sena |
| Pop do Ano | MPB do Ano |
| - Fé nas Maluca" – IZA e MC Carol - "Ameianoite" – Pabllo Vittar e Gloria Groove - "Me Lambe" – Jão - "Pilantra" – Jão e Anitta - "Sintomas de Prazer" – Ludmilla - "Tudo Pra Amar Você" – Marina Sena | - "No Tempo da Intolerância" – Elza Soares - "Bateu" – Gilsons, Rachel Reis e Mulu - "Céu Rosé" – Gilsons e Lagum - "Chico" – Luísa Sonza - "Grão de Areia" – Rubel e Xande de Pilares - "Vem Doce" – Vanessa da Mata                                                                         |
| Axé e Pagodão do Ano | Funk do Ano |
| - "Zona de Perigo" – Leo Santana - "Cria da Ivete (Ao Vivo)" – Ivete Sangalo - "Dejavú" – Àttooxxá com part. de Liniker - "Pitbull Enraivado" – Oh Polêmico - "Posturado e Calmo" – Leo Santana - "Soca Fofo" – A Dama                                                                                       | - "Tá OK" – Dennis e Kevin o Chris - "Faz um Vuk Vuk (Teto Espelhado)" – Kevin o Chris - "Funk Rave" – Anitta - "Namora Aí" – MC Ryan SP, MC Daniel e Kotim - "Novidade na Área" – MC Livinho e DJ Matt D - "Vai Novinha Ah, Ah, Ah" – DJ Dyamante                                            |
| Rock do Ano | Sertanejo do Ano |
| - "Distopia" – Planet Hemp e Criolo - "Aos Poucos" – Supercombo - "Electric Fish" – Ana Frango Elétrico - "Segredo" – Sophia Chablau e Uma Enorme Perda de Tempo - "Taca Fogo" – Planet Hemp - "Você Vai Lembrar de Mim" – NX Zero                                                                           | - "Erro Gostoso (Ao Vivo)" – Simone Mendes - Dói" – Jorge & Mateus - "Narcisista (Ao Vivo)" – Maiara & Maraisa - "Nosso Quadro" – Ana Castela - "Oi Balde (Ao Vivo)" – Zé Neto & Cristiano - "Solteiro Forçado (Boiadeira Internacional)" – Ana Castela                                       |
| Samba e Pagode do Ano | Forró e Piseiro do Ano |
| - "Muito Romântico" – Xande de Pilares - "Diferentão (Ao Vivo)" – Dilsinho - "Insônia" – Ludmilla e Marília Mendonça - "Interessante" – Ferrugem - "Lapada Dela (Ao Vivo)" – Menos é Mais e Matheus Fernandes - "Me Perdoa" – Ferrugem e Iza                                                                 | - "Pequena Flor" – João Gomes - "Chorei na Vaquejada" – Eric Land e Tarcísio do Acordeon - "Pega o Guanabara (Ao Vivo)" – Wesley Safadão e Alanzim Coreano - "Coladin (Minha Deusa)" – Zé Vaqueiro - "Pra Que Fui Me Apaixonar" – João Gomes e Iguinho & Lulinha - "Prejudicado" – João Gomes |
| Brega e Arrocha do Ano | Cristã do Ano |
| - "Sinal" – Nadson o Ferinha e João Gomes - "Anota Aí (Ao Vivo)" – Ávine Vinny e Nattan - "Cadê Seu Namorado, Moça?" – Thales Lessa e Nadson O Ferinha - "Duas (Versão Arrocha)" – Dilsinho, Nadson o Ferinha e Rafinha RSQ - "Love Gostosinho" – Nattan e Felipe Amorim - "Toca o Trompete" – Felipe Amorim | - "Deus Cuida de Mim" – Kleber Lucas e Caetano Veloso - "Deixa" – Maria Marçal - "Deserto (Ao Vivo)" – Maria Marçal - "Me Atraiu" – Gabriela Rocha - "Ninguém Explica Deus" – Clovis e Ton Carfi - "Todavia Me Alegrarei (Ao Vivo)" – Sarah Beatriz                                           |
| Hip Hop do Ano | DJ do Ano |
| - "Penumbra" – Djonga, Sarah Guedes e Rapaz do Dread - "Ballena" – Vulgo FK, MC PH, Veigh e Pedro Lotto - "Conexões de Máfia" – Matuê e Rich the Kid - "Coração de Gelo" – Wiu - "Melhor Só" – KayBlack, Baco Exu do Blues e Marquinho no Beat - "Novo Balanço" – Veigh, Bvga Beatz e Prod Malax             | - Alok - Dennis - Mu540 - Pedro Sampaio - Vhoor - Vintage Culture |
| Revelação do Ano | Instrumentista do Ano |
| - Melly - Carol Biazin - Kay Black - Nadson o Ferinha - Thiago Pantaleão - Veigh | - Pretinho da Serrinha - Amaro Freitas - Hamilton de Holanda - Jonathan Ferr - Rafael Castilhol - Silvanny Sivuca |
| Produção Musical do Ano | |
| - Pretinho da Serrinha - Douglas Moda - Iuri Rio Branco - Mu540 - Nave - Papatinho | |